# 陈氏节烈坊
陈氏节烈坊，位于中国广东省云浮市罗定市罗镜镇东墟农机厂，为罗定市的一个市级文物保护单位，类型为古建筑，公布时间为1994年6月8日。
陈氏节烈坊的历史年代为清代。